# Gamasomorpha parmata
Gamasomorpha parmata là một loài nhện trong họ Oonopidae.
Loài này thuộc chi Gamasomorpha. Gamasomorpha parmata được Tord Tamerlan Teodor Thorell miêu tả năm 1890.